# Vesna Pusić
Vesna Pusić, född den 25 mars 1953 i Zagreb, är en kroatisk politiker och sedan år 2013 partiledare för Kroatiska folkpartiet – liberaldemokraterna. En befattning hon även innehade åren 2000–2008. Pusić var ställföreträdande premiärminister och Kroatiens utrikesminister i regeringen Zoran Milanović 2011–2016. Den 3 september nominerade den dåvarande kroatiska regeringen henne till Kroatiens officiella kandidat som Förenta nationernas generalsekreterare.
Pusić är en uttalad liberal och en stark förespråkare för europeisk integration, jämställdhet och HBT-rättigheter.

## Biografi

### Bakgrund
Vesna Pusić föddes den 25 mars 1953 i Zagreb i dåvarande SR Kroatien, Jugoslavien. Hennes far Eugen Pusić var professor på juridiska fakulteten vid Zagrebs universitet och hennes mor Višnja, född Anđelinović, professor i engelska. Hennes nio år äldre bror Zoran Pusić är en känd fredsaktivist och förespråkare av mänskliga rättigheter. Sedan år 1986 är Vesna gift med den litauisk-amerikanske entreprenören Jurgis Oniunas. Paret har en dotter, Daina Oniunas-Pusić, född år 1985.

### Politisk karriär och engagemang
År 1978 var Vesna Pusić en av åtta kvinnor som initierade och organiserade den första feministiska gruppen efter andra världskriget i dåvarande Jugoslavien.
I början av 1990-talet gav sig Pusić in i partipolitiken. År 2000 valdes hon till partiledare för Kroatiska folkpartiet. Från år 2000 satt hon i tre på varandra följande mandatperioder som parlamentsledamot i det kroatiska parlamentet Sabor. År 2006 valdes hon till vice-president för Europeiska liberala, demokratiska och reformistiska partiet och under perioden 2008–2011 var hon ordförande för den parlamentariska grupp som hade som uppgift att följa utvecklingen av Kroatiens anslutningsförhandlingar med Europeiska unionen. Pusić deltog i presidentvalet i Kroatien 2009–2010 och hamnade då på en åttonde plats med 7,25 % av rösterna. 